# Kreis Tapolca
Tapolca (ungarisch Tapolcai járás) ist ein Kreis im Südwesten des ungarischen Komitats Veszprém. Er grenzt im Norden an die Kreise Sümeg und Ajka und im Osten an die Kreise Veszprém und Balatonfüred. Im Westen bildet der Kreis Keszthely (vom Komitat Zala) die Grenze, im Süden verläuft die Grenze zum Komitat Somogy (Kreis Fonyód) über dem Plattensee (ungarisch Balaton).

## Geschichte
Im Zuge der ungarischen Verwaltungsreform wechselten Anfang 2013 alle Gemeinden aus dem Kleingebiet Tapolca (ungarisch Tapolcai kistérség) in den gleichnamigen Nachfolgekreis. 8 der 33 Gemeinden haben Zugang zum Plattensee.

## Gemeindeübersicht
Der Kreis Tapolca hat eine durchschnittliche Gemeindegröße von 1.109 Einwohnern auf einer Fläche von 16,37 Quadratkilometern. Die Bevölkerungsdichte des drittbevölkerungsreichsten Kreises liegt unter dem Komitatswert. Der Kreissitz befindet sich in der größten Stadt, Tapolca, im Zentrum des Kreises gelegen.
| Gemeinden         | Status       | Herkunft Kleingebiet | Einwohnerzahl | Einwohnerzahl | Einwohnerzahl | Fläche (km²) | Bevölkerungs- dichte (Ew./km²) |
| Gemeinden         | Status       | Herkunft Kleingebiet | 01.10.2011    | 01.01.2013    | 01.01.2016    | 01.01.2016   | Bevölkerungs- dichte (Ew./km²) |
| ----------------- | ------------ | -------------------- | ------------- | ------------- | ------------- | ------------ | ------------------------------ |
| Ábrahámhegy       | Gemeinde     | Tapolca              | 459           | 441           | 423           | 14,88        | 28,4                           |
| Badacsonytomaj    | Stadt        | Tapolca              | 2.135         | 2.178         | 2.077         | 32,71        | 63,5                           |
| Badacsonytördemic | Gemeinde     | Tapolca              | 844           | 871           | 888           | 10,25        | 86,6                           |
| Balatonederics    | Gemeinde     | Tapolca              | 1.020         | 1.030         | 994           | 18,59        | 53,5                           |
| Balatonhenye      | Gemeinde     | Tapolca              | 108           | 113           | 130           | 11,73        | 11,1                           |
| Balatonrendes     | Gemeinde     | Tapolca              | 118           | 134           | 124           | 6,76         | 18,3                           |
| Gyulakeszi        | Gemeinde     | Tapolca              | 694           | 710           | 696           | 9,67         | 72,0                           |
| Hegyesd           | Gemeinde     | Tapolca              | 156           | 162           | 152           | 11,05        | 13,8                           |
| Hegymagas         | Gemeinde     | Tapolca              | 263           | 272           | 277           | 7,89         | 35,1                           |
| Kapolcs           | Gemeinde     | Tapolca              | 347           | 370           | 385           | 13,98        | 27,5                           |
| Káptalantóti      | Gemeinde     | Tapolca              | 454           | 452           | 470           | 11,73        | 40,1                           |
| Kékkút            | Gemeinde     | Tapolca              | 74            | 81            | 70            | 3,68         | 19,0                           |
| Kisapáti          | Gemeinde     | Tapolca              | 318           | 326           | 331           | 6,89         | 48,0                           |
| Kővágóörs         | Gemeinde     | Tapolca              | 798           | 819           | 751           | 22,09        | 34,0                           |
| Köveskál          | Gemeinde     | Tapolca              | 340           | 361           | 329           | 14,49        | 22,7                           |
| Lesencefalu       | Gemeinde     | Tapolca              | 304           | 321           | 311           | 7,18         | 43,3                           |
| Lesenceistvánd    | Gemeinde     | Tapolca              | 964           | 949           | 952           | 17,38        | 54,8                           |
| Lesencetomaj      | Gemeinde     | Tapolca              | 1.130         | 1.141         | 1.116         | 24,08        | 46,3                           |
| Mindszentkálla    | Gemeinde     | Tapolca              | 260           | 269           | 228           | 10,84        | 21,0                           |
| Monostorapáti     | Gemeinde     | Tapolca              | 1.155         | 1.176         | 1.115         | 25,59        | 43,6                           |
| Nemesgulács       | Gemeinde     | Tapolca              | 892           | 926           | 909           | 8,35         | 108,9                          |
| Nemesvita         | Gemeinde     | Tapolca              | 315           | 325           | 313           | 9,25         | 33,8                           |
| Raposka           | Gemeinde     | Tapolca              | 217           | 221           | 226           | 4,90         | 46,1                           |
| Révfülöp          | Großgemeinde | Tapolca              | 1.096         | 1.187         | 1.141         | 10,36        | 110,1                          |
| Salföld           | Gemeinde     | Tapolca              | 61            | 72            | 72            | 5,18         | 13,9                           |
| Sáska             | Gemeinde     | Tapolca              | 289           | 289           | 282           | 37,48        | 7,5                            |
| Szentbékkálla     | Gemeinde     | Tapolca              | 191           | 189           | 182           | 10,70        | 17,0                           |
| Szigliget         | Gemeinde     | Tapolca              | 822           | 814           | 804           | 34,26        | 23,5                           |
| Taliándörögd      | Gemeinde     | Tapolca              | 707           | 754           | 740           | 28,08        | 26,4                           |
| Tapolca           | Stadt        | Tapolca              | 15.988        | 15.966        | 15.459        | 63,46        | 243,6                          |
| Uzsa              | Gemeinde     | Tapolca              | 327           | 333           | 301           | 11,50        | 26,2                           |
| Vigántpetend      | Gemeinde     | Tapolca              | 190           | 199           | 174           | 11,19        | 15,5                           |
| Zalahaláp         | Gemeinde     | Tapolca              | 1.220         | 1.238         | 1.213         | 24,13        | 50,3                           |
| Kreis Tapolca     |              |                      | 34.256        | 34.689        | 33.635        | 540,30       | 62,3                           |